# Vettavalam
Vettavalam es una ciudad y nagar Panchayat situada en el distrito de Tiruvannamalai en el estado de Tamil Nadu (India). Su población es de 15506 habitantes (2011).

## Demografía
Según el censo de 2011 la población de Vettavalam era de 15506 habitantes, de los cuales 7681 eran hombres y 7825 eran mujeres. Vettavalam tiene una tasa media de alfabetización del 82,46%, superior a la media estatal del 80,09%: la alfabetización masculina es del 89,81%, y la alfabetización femenina del 75,25%.